# (30252) Textorisová
(30252) Textorisová, désignation internationale (30252) Textorisova, est un astéroïde de la ceinture principale.

## Description
(30252) Textorisova est un astéroïde de la ceinture principale. Il fut découvert le 30 avril 2000 à l'observatoire d'Ondřejov par Peter Kušnirák. Il présente une orbite caractérisée par un demi-grand axe de 2,34 UA, une excentricité de 0,18 et une inclinaison de 7,6° par rapport à l'écliptique.

## Compléments